# بنك الأمان
بنك الأمان (بالفرنسية: Amen Bank)‏ هو مصرف تجاري تونسي تأسس في 6 جوان 1967 باسم المصرف العقاري والتجاري التونسي (بالفرنسية: Crédit Foncier et Commercial de Tunisie)‏، إثر شراء مجموعة بن يدر للفرع التونسي للمصرف العقاري للجزائر وتونس (بالفرنسية: Crédit Foncier d'Algérie et de Tunisie)‏ الذي تأسس بدوره عام 1880. تحول اسمه عام 1995 من المصرف العقاري والتجاري التونسي إلى بنك الأمان.
وبعتبر بنك الأمان ثاني بنك خاص في البلاد، بعد البنك العربي الدولي في تونس، من حيث الميزانية العمومية. يأتي هذان البنكان خلف بنك عام، البنك الزراعي الوطني.

## الإدارة
في بداية عام 2019، عين رشيد بن يدر كرئيس مجلس الرقابة على البنك عين رشيد بن يدر وأحمد الكرم كرئيس مجلس الإدارة، الرئيس السابق لموظفي محافظ البنك المركزي التونسي.
في 23 يناير 2019، توفي بن يدر عن 84 عامًا.

## تاريخ[4]
- 2015، أطلق البنك بنك أمين فيرست، أول بنك إلكتروني في تونس.
- 2016، أعلنت إدارة البنك عن إطلاق Credim Express ، أول قرض سكني عبر الإنترنت.
- 2017، حصل Amen Bank على شهادة MSI 20000 من SGS بعد دراسات لتقاريره الفنية وشهادات امتثاله لمعيار MSI 2000011